# Love & Peace (TOKIO의 노래)
《Love & Peace》는 1998년 5월 20일 발매된 TOKIO의 14번째 싱글이다.

## 설명
- 〈Love & Peace〉는 TOKIO의 멤버 마츠오카 마사히로가 주연한 드라마 《LOVE&PEACE》의 주제곡으로 사용되었다.
- 드라마 제목은 〈LOVE&PEACE〉로 띄어쓰기를 하지 않고 알파벳 대문자로 표기하지만, 싱글 《Love & Peace》은 단어 첫 자리만 대문자로 표기하며 문자 사이에 띄어쓰기를 하여 표기가 다르다.
- 타이틀 제목처럼 가사 가운데 ‘Love’가 많이 사용되었다.
- 마츠오카가 노래에 참여 하기도 했다.
- 1998년, 제49회 NHK 홍백가합전의 참가 곡이다.
- 콘서트에서는 보컬인 나가세 토모야가 스테이지 아래로 뛰어 날아 오르는 등장하는 연출로 사용되었다. 마츠오카는 하얀색으로 염색하여 등장하여 팬들이 놀라기도 하였다. 하지만 콘서트 종료 후 바로 드라마 촬영 때문에 염색을 풀었다.
- 덧붙여서, 마츠오카는 다음 해 열린 제50회 NHK 홍백가합전에서 다시 머리를 염색하고 등장하였다. 이 때에는 본인이 출연한 드라마의 주제곡인 《愛の嵐》을 불렀다 (일본에서는 피로하였다라고 표현한다).

## 수록곡
1. Love & Peace
  - 작사 : 오카베 마리코 / 작곡 : 히구치 료이치 / 편곡 : 사쿠마 마사히데
2. そんな君が輝いて
  - 작사 : 야마다 류이치 / 작곡 : Colors / 편곡 : 사쿠마 마사히데
3. Love & Peace -instrumental-